# Ђифленга
Ђифленга (итал. Gifflenga) је насеље у Италији у округу Бијела, региону Пијемонт.
Према процени из 2011. у насељу је живело 22 становника. Насеље се налази на надморској висини од 185 м.

## Становништво
| 1936. | 1951. | 1961. | 1971. | 1981. | 1991. | 2001. | 2011. |
| ----- | ----- | ----- | ----- | ----- | ----- | ----- | ----- |
| 140   | 149   | 152   | 141   | 141   | 106   | 111   | 130   |